# Evergreen Park (Singapur)
El complejo Evergreen Park es un conjunto residencial localizado en Hougang - una de las zonas de mayor crecimiento y desarrollo de Singapur. El parque Evergreen está a varios minutos de la estación Hougang MRT o del intercambiador Hougang Central Bus. Hay varias escuelas en la proximidad. Está cerca del centro comercial Hougang Mall, donde hay muchos restaurantes y establecimientos de comida, bancos, supermercados, y otras tiendas.
Para los vehículos, se tarda 15–20 minutos en llegar al parque empresarial hub o de ocio, a través de Orchard Road, vía Kallang-Paya Lebar Expressway.

## Instalaciones
- BBQ Fosa
- Jacuzzi
- Multi-Sala de propósito
- Patio
- Pista de tenis
- Área de Práctica del baloncesto
- Piscina
- Vadeando Piscina
- Piscina de balneario
- Seguridad de 24 horas
- Casa de club con Gimnasio
- Habitación de función
- Leyendo Habitación
- Mini Golf Gama de conducción
- Jogging Pista
- Esquina de forma física